# Claudia Wallin

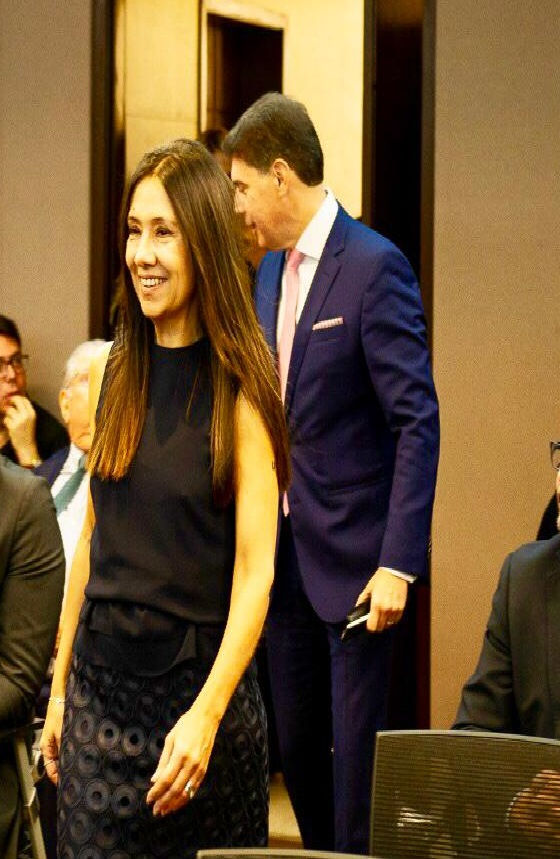
Claudia Wallin no Consulado Honorário da Suécia em Recife (outubro/2019)

Claudia Wallin (Rio de Janeiro, 11 de setembro de 1963, é uma jornalista, Escritora e Consultora brasileira radicada na Suécia desde 2003, graduada em Jornalismo pela Universidade Federal do Rio de Janeiro e mestre em Estudos sobre a Rússia e o Leste Europeu pela Universidade de Birmingham, Inglaterra como integrante do programa Chevening Foreign and Commonwealth Office da Grã-Bretanha. Foi repórter e redatora da Editoria Internacional do jornal O Globo até se transferir para a Inglaterra, onde atuou durante dez anos como diretora da International Herald Tribune TV, chefe do escritório de jornalismo da TV Globo em Londres e jornalista da seção brasileira da BBC World Service, onde ainda atua como correspondente autônoma em Estocolmo.
Autora do livro Um país sem excelências e mordomias, Claudia descreve que a Suécia, há cerca de um século, era um país pobre, mas habitado por um povo determinado que conseguiu sair da pobreza e do atraso com investimento em educação, ciência, tecnologia, justiça e projetos nacionais integrados. A obra literária explica que é possível, com pequenos e grandes atos, resgatar uma cultura de respeito às regras, às leis e ao povo,  melhorando as condições de vida para todos.

## Referência
- "Um país sem excelências e mordomias" ISBN 9788581302386

1. ↑  «Um país sem excelências e mordomias =». 6 de janeiro de 2014. Consultado em 22 de julho de 2025